# Andrzej Gelberg
Leon Andrzej Gelberg (ur. 25 grudnia 1945 we Lwowie) – polski dziennikarz.

## Życiorys
Ukończył w 1970 studia na Wydziale Maszyn Roboczych i Pojazdów Politechniki Warszawskiej. Pracował w warszawskim Przedsiębiorstwie Komunikacji Samochodowej i biurze projektowym. Od 1973 do 1981 pełnił funkcję zastępcy i następnie redaktora naczelnego pisma „Technika Motoryzacyjna”.
W 1980 został członkiem „Solidarności”, zakładał jej struktury w Wydawnictwie Czasopism Technicznych Sigma-NOT. Po wprowadzeniu stanu wojennego zwolniony z pracy, krótko pozostawał w ukryciu. W latach 1982–1989 był zatrudniony w redakcji biuletynu dziennikarskiej spółdzielni pracy.
Publikował w tym okresie w prasie podziemnej, m.in. w ramach redakcji pisma „Karta” (jako Edward Kortal), także w „Tygodniku Wojennym” i „Tygodniku Mazowsze”. Organizował i kierował Programem 3 Radia „Solidarność”. W 1986 r. pod pseudonimem Edward Poliński wydał książkę Póki żyjemy. Pod koniec lat 80. pełnił funkcję szefa biura w Komitecie Obywatelskim. Od 1991 do 2002 pracował jako dziennikarz, a od 1992 redaktor naczelny „Tygodnika Solidarność”, kierował też spółką Tysol.
Był później doradcą prezydenta m.st. Warszawy Lecha Kaczyńskiego i wykładowcą w Wyższej Szkole Dziennikarskiej im. Melchiora Wańkowicza. W okresie 2002–2007 był prezesem zarządu Miejskiego Przedsiębiorstwa Taksówkowego; w latach 2007–2008 był prezesem PW Rzeczpospolita, w 2008 został zastępcą redaktora naczelnego „Gazety Bankowej”.
W latach 2002–2006 z ramienia Prawa i Sprawiedliwości sprawował mandat radnego Sejmiku Województwa Mazowieckiego. Wszedł w skład komitetu wspierającego kandydaturę Karola Nawrockiego na prezydenta RP w wyborach w 2025.
Członek Polskiego Związku Brydża Sportowego (był wicemistrzem Polski w tej dyscyplinie).

## Odznaczenia
W 2006, za wybitne zasługi dla rozwoju niezależnego dziennikarstwa i wolnych mediów w Polsce, za działalność na rzecz przemian demokratycznych, za osiągnięcia w pracy w „Tygodniku Solidarność”, odznaczony Krzyżem Oficerskim Orderu Odrodzenia Polski. W 2018 otrzymał Krzyż Wolności i Solidarności.